# Arvaniter

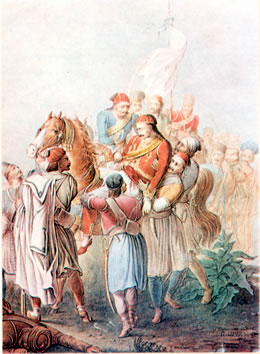
Markos Bocari död i Karpenísi.

Arvaniter (Αρbε̰ρόρ (Arbërór) eller Σ̈κ̇ιπτάρ (Shqiptár) på arvanitiska; Arvanitë, Alvanoi eller Arvanitai på albanska; Αρβανίτες (Arvanítes) på grekiska) är en albansk folkgrupp i Grekland. De härstammar från de ortodoxt kristna albanerna från centrala Albanien som kom till Grekland under medeltiden. De är indelade i tre grupper: den första är koncentrerad till Epirus i nordvästra Grekland och den andra och tredje är bosatta i södra Grekland samt i Thrakien. Arvaniternas traditionella språk är arvanitiska som är en form av den sydliga albanska dialekten toskiska. 

## Historia

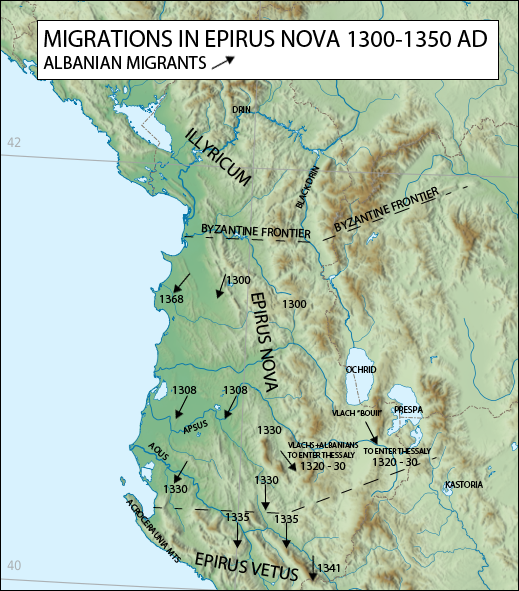
1300-1350.

Under medeltiden anlände ett stort antal albanska invandrare till Grekland, till landskapen Thessalien, Beotien, Attika Peloponnesos, Saroniska öarna, Sporaderna och Eubea. Serbiska och bysantinska befälhavare gav mark till albanska bönder, som i utbyte ställde upp med soldater och skyddade de bysantinska och serbiska provinserna från inkräktare. Därmed skapades de albanska enklaverna i Grekland.
Under Greklands frihetskrig mot osmanerna spelade denna albanska befolkning en avgörande roll inom den grekiska militären och förvaltningen. Många berömda palikär-anförare i Greklands frihetskrig var albaner. Flottans manskap, som utmärkte sig så mycket under samma tid, rekryterades bland de albanska invånare på öarna Spetses, Hydra och Poros, vidare ur den blandade albansk-grekiska befolkningen på Salamis, Eubea och Aigina.

## Kultur
Den arvanitiska kulturen har för det mesta påverkats av osmanerna som har härskat över den arvanitiska befolkningen. Den grekiska kulturen kom också att påverka den arvanitiska kulturen starkt i början av 1800-talet ända fram till våra dagar. Turkisk och grekisk kultur är därför två viktiga grundfaktorer i arvanitisk kultur, fast det albanska kulturarvet är inte helt försvunnet. Den arvanitiska kulturen har också påverkat den grekiska. Den engelske grekofilen George Gordon Byron berättar om den sydalbanska folkdräkten fustanella som grekerna adopterade till sin egen nationaldräkt.
Hos den arvanitiska befolkningen finns en stor majoritet anhängare till den grekisk-ortodoxa tron. Det finns också en liten andel arvaniter som är muslimer i Epirus i södra Albanien och nordvästra Grekland.
Den arvanitiska befolkningen som upptagit en hel del grekiska element kom på så vis att få ett starkt grekiskt nationalmedvetande. De är nästan fullt ut assimilerade av det grekiska samhället. Det finns dock fortfarande spår av den arvanitiska kulturen och dess språk. Ättlingar till de albanska immigranterna är bosatta på Saroniska öarna, Sporaderna, Eubea, i och utanför städer på Peloponnesos.
Det är mest i byar i isolerade områden där arvaniternas kultur lever starkt kvar medan de i städer är mer integrerade i samhället och inte lika traditionella. Utvandringen från byar till storstäder har varit omfattande hos den arvanitiska befolkningen. De är idag speciellt koncentrerade i Aten och utgjorde på 1800-talet majoriteten innan staden blev huvudstaden i Grekland.

## Minoritetsstatus
Arvaniter erkänns inte som minoritet i Grekland utan betraktas likt andra minoriteter av grekisk-ortodox tro som greker.

## Namnvariationer
Namnvariationer på grekiska:
- Arvanítes, den neutrala beteckningen.
- Arvanítisa, den feminina beteckningen.
- Arvanítis, den maskulina beteckningen.

## Kända Arvaniter
- Markos Botzaris
- Andreas Miaoulis
- Laskarina Boubolina
- Georgios Kountouriotis
- Dimitris Plapoutas
- Pavlos Kountouriotis
- Antonio Kriezis
- Alexandros Diomitis
- Theodoros Pangalos, politiker
- Nikos Engonopoulos
- Theodoros Pangalos, general